# Natalia Ivanova
Natalia Ivanova, (Cheboksary, 7 de outubro de 1979) é uma ex-ginasta russa que competiu em provas de ginástica artística.
Natalia ao lado de Oksana Fabritschnova, Elena Grosheva, Svetlana Khorkina, Dina Kochetkova, Elena Lebedeva  e Evgenia Rodina conquistou a medalha de bronze na prova coletiva do Mundial de Dortmund, em 1994.